# بورگوربن
بورگوربن (به آلمانی: Burgwerben) یک منطقهٔ مسکونی در آلمان است که در وایسنفلس واقع شده‌است. بورگوربن ۱٬۰۲۳ نفر جمعیت دارد.